# Springer Science+Business Media
Springer Science+Business Media är ett förlag baserat i Tyskland som ger ut akademiska tidskrifter och böcker över hela världen. De är näst störst i sin nisch efter Elsevier.